# Стопа у секунди
Стопа у секунди (множина стопе у секунди) јединица је од обе брзине (скаларне и вектор, која оређује и величину и специфичан правац). Она изражава пропутовано растојање у стопама (ft), подељено са временом у секундама (s или sec). Одговарајућа јединица у Међународном систему јединица (СИ) је метар у секунди.
Скраћенице укључују ft/s, ft/sec и fps, и ретко коришћена научна нотација ft s−1.

## Конверзија
|          |          |          |          | чвор     |          |
| -------- | -------- | -------- | -------- | -------- | -------- |
| 1 =      | 1        | 3.6      | 2,236936 | 1,943844 | 3,280840 |
| 1 =      | 0,277778 | 1        | 0,621371 | 0,539957 | 0,911344 |
| 1 =      | 0,44704  | 1,609344 | 1        | 0,868976 | 1,466667 |
| 1 чвор = | 0,514444 | 1.852    | 1,150779 | 1        | 1,687810 |
| 1 =      | 0,3048   | 1,09728  | 0,681818 | 0,592484 | 1        |

 (Вредности са масним словима су прецизне.)